# Земля ладана
Земля ладана — территория в Омане, расположенная на пути благовоний.
Деревья ладана в оазисе Вади-Дауках и остатки оазиса Шист-Вубар, через который проходил караванный путь, а также порты Хор-Рори и Аль-Балид, наглядно демонстрируют, как происходила торговля ладаном, процветавшей в этом регионе много веков. Ладан был одним из важнейших товаров в древнем и средневековом мире.

## История
В 2000 году это место было объявлено объектом Всемирного наследия ЮНЕСКО под названием «Тропа ладана», но в 2005 году было переименовано в «Землю ладана».